# Ноа Коен

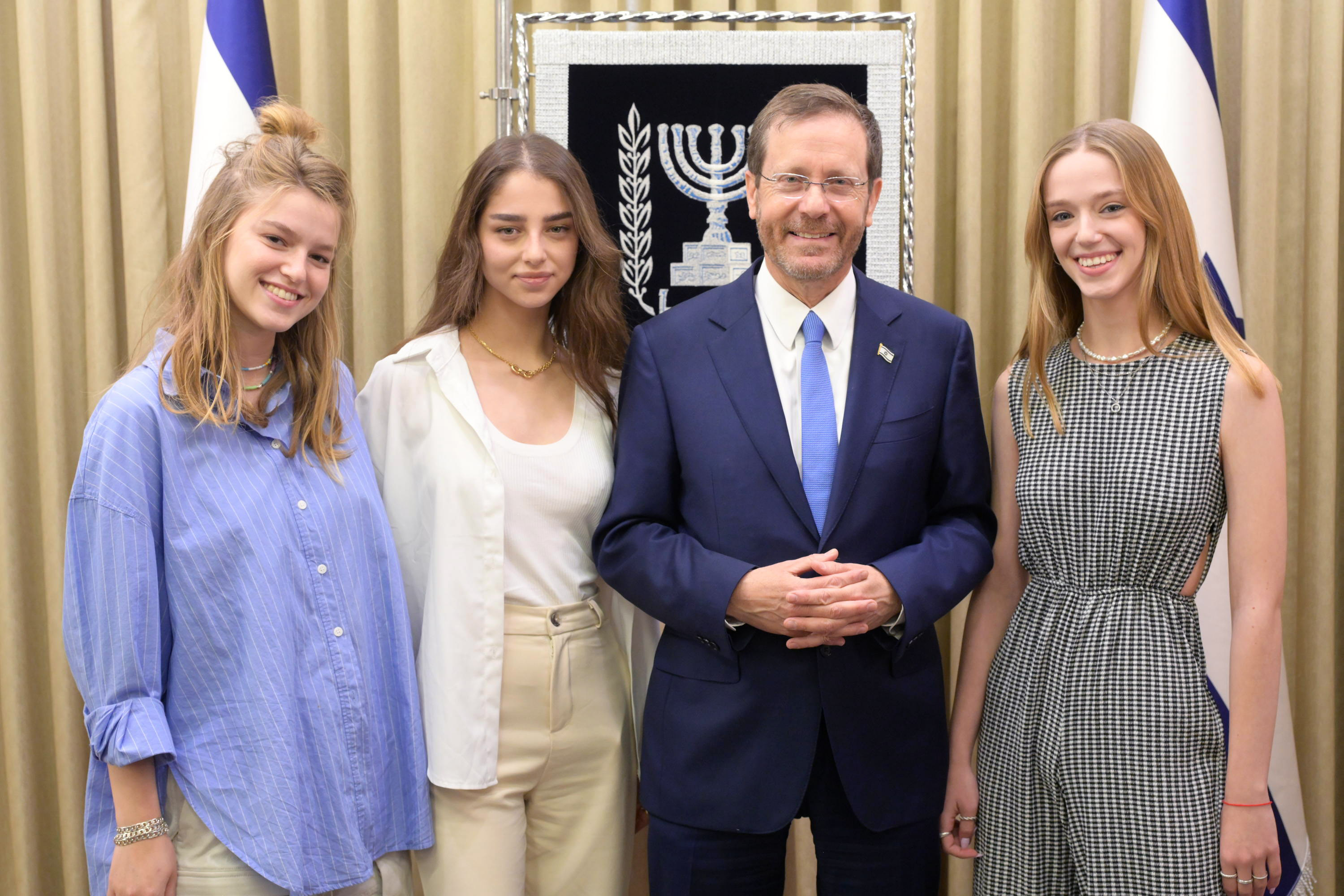
(Зліва направо:) Ная Біншток, Ноа Коен, президент Ізраїлю Ісаак Герцог і Равід Ронен у 2022 році

Ноа Коен ( івр. נֹועָה כֹּהֵן  </link> ; народилася 2002 серпня 3  ) — ізраїльська актриса та модель, стала відома завдяки своїм зображенням Діви Марії в епічному біблійному фільмі 2024 року «Марія».

## Раннє та особисте життя
Коен виросла у єврейсько-ізраїльській родині і займається йогою.
Вона співпрацювала з Starting Over Sanctuary, ізраїльською некомерційною організацією, яка займається безпекою домашніх тварин.

## Кар'єра
Коен знімалася для різних модних і косметичних брендів; наприклад Veet, Jennyunique, бренд толстовок Bar Refaeli, Smashbox Cosmetics (від Estée Lauder), Essence Cosmetics, BananHot.
Свою кар'єру почала з телеканалу «Решет 13». Вона почала професійно зніматися у 2018 році, коли отримала першу роль у  My Sister Skipped A Grade. Далі Вона продовжувала з’являтися в різних ізраїльських телешоу, включаючи «Мій племінник з пекла» (2021), «Нескінченність» (2022) і «8200» (2024). У 2022 році  відбувся перший дебют у шпигунському трилері «Тиха гра».
У 2024 році Коен отримала роль Діви Марії в епічному християнському біблійному фільмі Ді-джея Карузо «Марія», де знялася разом з Ідо Тако та сером Ентоні Хопкінсом. Як актриса, вона підділася багатьом негативним коментарям, як єврейсько-ізраїльської жінка, критики стверджували, що цю роль слід було дати палестинській арабській актрисі. Карузо заявив, що: «Для нас було важливо, щоб Мері разом із більшою частиною основного акторського складу була обрана з Ізраїлю, щоб забезпечити автентичність».

## Фільмографія

### Фільми
| рік      | Назва    | роль             | Примітки |
| -------- | -------- | ---------------- | -------- |
| 2022 рік | Тиха гра | Ширин            |          |
| 2024 рік | Мері     | Марія з Назарету |          |

### Телебачення
| рік      | Назва                      | роль          | Примітки  |
| -------- | -------------------------- | ------------- | --------- |
| 2018 рік | Моя сестра пропустила клас |               | 2 епізоди |
| 2021 рік | Мій племінник з пекла      | Нета Абекасіс |           |
| 2022 рік | Нескінченність             | Гілі          | 5 серій   |
| 2024 рік | 8200                       |               | 8 серій   |

## Додаткові посилання
- Ноа Коен IMDB